# Jack Barakat
Jack Bassam Barakat (Líbano, Oriente Próximo, 18 de junio de 1988), más conocido como Jack Barakat, es un músico libanés-estadounidense, conocido por ser el guitarrista de la banda pop punk, All Time Low.

## Primeros años
Barakat nació el 18 de junio de 1988 en la república de Líbano, Oriente Próximo, hijo de Joyce y Bassam Barakat. Tiene una hermana llamada May y un hermano llamado Joe. Posee ascendencia libanesa y griega. Su familia emigró a Baltimore, Maryland, Estados Unidos, cuando Barakat era niño. Barakat padece de anemia.
Durante la escuela secundaria, Barakat formó una banda con su amigo, el bajista Mark Shilling. Posteriormente se les unió el baterista Yanni Giannaros, y Barakat convenció a su amigo Alex Gaskarth de tocar la guitarra y cantar en la banda. El nombre de la banda era NeverReck. Después de un tiempo, Giannaros fue reemplazado por Rian Dawson, quien previamente había estado en la banda de Gaskarth. Meses después, Shilling fue expulsado de la banda, y luego de varios bajistas temporales conocieron a Zack Merrick, quien pasó a ser miembro oficial. La banda fue renombrada como All Time Low.

## Carrera

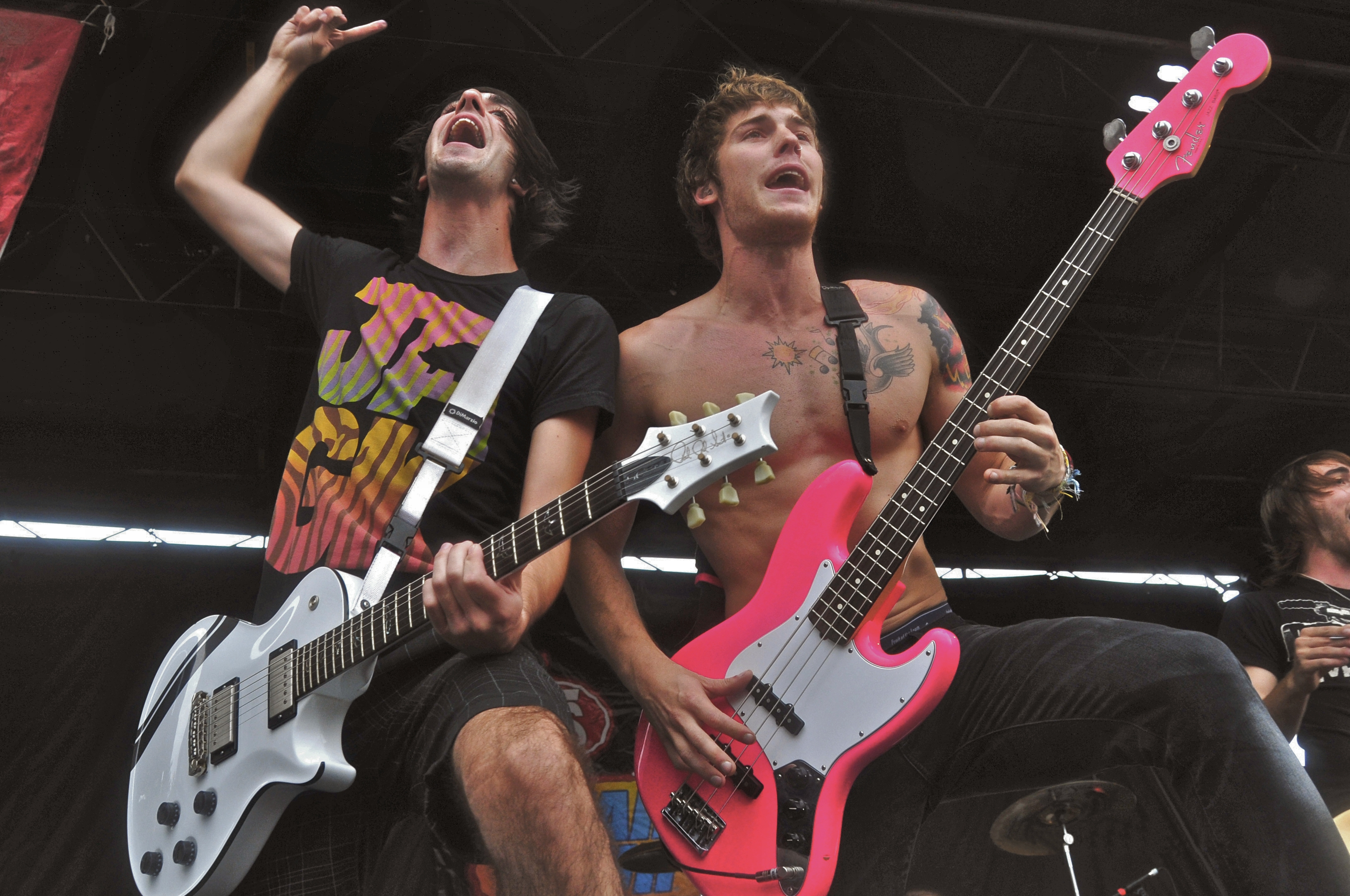
Barakat junto a Zack Merrick en la Warped Tour de 2009.

En 2004, All Time Low firmó un contrato discográfico con Emerald Moon Records, una discográfica independiente de Baltimore y lanzaron su primer EP, The Three Words to Remember In Dealing With the End. Al año siguiente, y bajo la misma discográfica, lanzaron su álbum debut, The Party Scene. En 2006, firmaron con Hopeless Records y con el sello lanzaron el EP Put Up or Shut Up, y los álbumes So Wrong, It's Right y Nothing Personal en 2007 y 2009 respectivamente. Ambos álbumes se convirtieron en éxitos comerciales importantes, lo que les hizo saltar a la fama y tener la posibilidad de tocar en numerosos festivales, como en el Warped Tour. En 2011, la banda cambió de discográfica y firmó con Interscope Records, discográfica bajo la cual lanzaron a la venta Dirty Work, álbum que estuvo orientado más hacia el lado pop. A principios de 2012 volvieron a firmar con Hopeless, para lanzar su quinto álbum de estudio, Don't Panic, el cual se caracteriza por un sonido más similar al So Wrong, It's Right y está más elaborado musicalmente que su antecesor.
A finales de 2014, All Time Low comenzó la grabación de un nuevo álbum con el productor John Feldmann. El título fue anunciado como Future Hearts, lanzando el primer sencillo «Something's Gotta Give» del mismo en enero de 2015. A su vez, se anunció un tour en la primavera del mismo año con Tonight Alive, Issues y State Champs, así como el primer concierto de la banda en el Wembley Arena, el cual será grabado para editar su segundo CD/DVD. El segundo sencillo, «Kids in the Dark», fue lanzado en marzo de 2015, coincidiendo con la presentación de la banda en el festival australiano Soundwave.
El álbum debutó en el puesto número 2 de las listas de Billboard, con 75,000 copias vendidas en su primera semana, siendo ésta la mejor posición alcanzada por la banda en dicho conteo. También debutó en el puesto número en el Reino Unido, con 20,000 copias vendidas.

## Discografía
- 2005: The Party Scene
- 2007: So Wrong, It's Right
- 2009: Nothing Personal
- 2011: Dirty Work
- 2012: Don't Panic
- 2015: Future Hearts
- 2017: Last Young Renegade
- 2020: Wake Up, Sunshine